# Friedebert Tuglas
Friedebert Tuglas (Ahja, 2 de março de 1886 – Tallinn, 15 de abril de 1971) foi um escritor, crítico e tradutor estoniano. Até 1923 ele usou o nome de Friedebert Mihkelson.

## Biografia
Friedebert Tuglas era filho de um carpinteiro e freqüentou a escola em Tartu. Ele participou em 1905, como social-democrata, da Revolução Russa. De 1906 até 1917 ele viveu no exílio, principalmente na Finlândia, Alemanha e Paris, antes de retornar para a Estônia.
Tuglas tornou-se um dos principais líderes da Literatura estoniana. Ele pertenceu ao grupo de movimento literário estoniano "Jovem Estônia" (Noor-Eesti, fundado em 1905). A partir de 1917 ele fez parte do Grupo Artístico Siuru. Tuglas empregou em seus dois romances (Felix Ormusson, 1915 e Väike Illimar, 1937) e em numerosos contos uma mistura de Realismo e neo-romantismo. Além disso, ele escreveu extensos relatos de viagens (Espanha, Norte da África, Noruega), críticas e pesquisas literárias bem como memórias.
Seu mais famoso conto é Popi ja Huhuu. Tuglas foi editor de inúmeras revistas de literatura estoniana como Odamees, Ilo e Tarapita. Ele foi um dos fundadores da União dos Escritores da Estônia e serviu como seu presidente em 1922 e 1925–1927.
Friedebert Tuglas foi casado com Elo Tuglas, cujos diários publicados dão uma profunda visão dos pensamentos de seu marido. Em 1970 Friedebert Tuglas instituiu um prêmio para contos, que anualmente é entregue na Estôniano, no dia 2 de março. Em Tallinn localiza-se o Museu Friedebert Tuglas (um Centro Literário).